# Rafael Antonio de Orense
Rafael Antonio de Orense y Figueroa (Padrón, 1845-Santiago de Compostela, 1887) fue un político español, diputado durante el Sexenio Democrático y la Restauración.

## Biografía
Nacido en la localidad coruñesa de Padrón en 1845, fue diputado provincial de La Coruña en dos ocasiones y diputado a Cortes por dicha provincia en 1872, 1876 y 1881. Fue consejero del Monte de Piedad de Madrid. Procedente del grupo constitucional, votaba con dicho partido, cuyo programa de reformas aceptaba en su totalidad. En 1886 obtuvo escaño de diputado a Cortes por Padrón, cargo para que el fue proclamado el 13 de mayo y que juró el 11 de junio. Condecorado con una gran cruz de la Orden de Cristo de Portugal, falleció el 27 de abril de 1887 en Santiago de Compostela y fue enterrado en el cementerio de Iria.